# Цветање воде
Цветање воде је последица еутрофикације воде, када углавном услед људских делатности долази до пренамножености водених биљака, најчешће алги, што има негативне последице по водени живи свет. Еутрофикације воде је процес којим се читаво водено тело, или његови делови, постепено обогаћује минералима и хранљивим материјама. Такође је дефинисано као „повећање продуктивности фитопланктона изазвано хранљивим материјама“.‍:459 Водена тела са веома ниским нивоом хранљивих материја су олиготрофна, а она са умереним нивоом хранљивих материја су мезотрофна. Напредна еутрофикација се такође може назвати дистрофним и хипертрофичним стањима. Еутрофикација у слатководним екосистемима је скоро увек узрокована вишком фосфора.
Пре уплитања људи, ово је био, и наставља да буде, веома спор природни процес у коме се хранљиве материје, посебно једињења фосфора и органске материје, акумулирају у водним телима. Ови хранљиви састојци потичу од деградације и раствора минерала у стенама и услед дејства лишајева, маховина и гљивица који активно сакупљају хранљиве материје из стена. Антропогена или културна еутрофикација је често много бржи процес у коме се хранљиви састојци додају у водно тело из било ког од широког спектра загађујућих инпута укључујући непречишћену или делимично пречишћену канализацију, индустријску отпадну воду и ђубриво из пољопривредних пракси. Загађење нутријентима, облик загађења воде, примарни је узрок еутрофикације површинских вода, у којима вишак хранљивих материја, обично азота или фосфора, стимулише раст алги и водених биљака.
Видљиви ефекат еутрофикације је често непријатно цветање алги које може изазвати значајну еколошку деградацију у водним телима и повезаним токовима. Овај процес може довести до исцрпљивања кисеоника у водном телу након бактеријске деградације алги.

## Механизам и локација еутрофикације
Еутрофикација је процес повећања производње биомасе у водном телу узрокован повећањем концентрације биљних нутијената, најчешће фосфата и нитрата. Повећање концентрације хранљивих материја доводи до повећања плодности водених биљака, како макрофита, тако и фитопланктона. Како све више биљног материјала постаје доступно као извор хране, долази до повећања броја бескичмењака и врста риба. Како се процес наставља, биомаса водног тела се повећава, али се биолошка разноврсност смањује. Са већом еутрофикацијом, бактеријска деградација вишка биомасе доводи до потрошње кисеоника, што може створити стање хипоксије барем у доњем седименту и дубљим слојевима воде. Хипоксичне зоне се обично налазе у дубоким језерима током летње сезоне због стратификације у хладни хиполимнион сиромашан кисеоником и топли епилимнион богат кисеоником. Снажно еутрофне слатке воде могу постати хипоксичне у целој својој дубини након јаког цветања алги или пораста макрофита.
Према Улмановој Енциклопедији, „примарни ограничавајући фактор за еутрофикацију је фосфат“. Доступност фосфора генерално подстиче прекомерни раст биљака и пропадање изазивајући озбиљно смањење квалитета воде. Фосфор је неопходна хранљива материја за живот биљака и ограничавајући фактор за раст биљака у већини слатководних екосистема. Фосфат се чврсто држи честица тла, тако да се углавном транспортује ерозијом и отицањем. Једном пребачен у језера, екстракција фосфата у воду је спора, па отуда и тешкоћа преокретања ефеката еутрофикације. У морским екосистемима азот и гвожђе су примарни ограничавајући нутријенти за акумулацију биомасе алги.
Извори вишка фосфата су фосфати у детерџентима, индустријским/кућним отпадним водама и ђубривима. Са постепеним укидањем детерџената који садрже фосфате током 1970-их, индустријски/домаћи отпад и пољопривреда су се појавили као доминантни фактори који доприносе еутрофикацији.
Еутрофикација је препозната као проблем загађења воде у европским и северноамеричким језерима и резервоарима средином 20. века. Револуционарна истраживања спроведена у Експерименталној језерској области (ELA) у Онтарију у Канади 1970-их пружила су доказе да су слатководна тела ограничена на фосфор. ELA користи цео екосистемски приступ и дугорочна истраживања слатке воде у целом језеру са фокусом на културну еутрофикацију.

### Природна еутрофикација
Иако је еутрофикација обично узрокована људским активностима, она такође може бити природни процес, посебно у језерима. Палеолимнолози сада препознају да су климатске промене, геологија и други спољни утицаји такође критични у регулисању природне продуктивности језера. Неколико језера такође демонстрира обрнути процес (мејотрофикацију), постајући све мање богата хранљивим материјама с временом како унос сиромашних хранљивих материја полако елуира водену масу језера богату хранљивим материјама. Овај процес се може видети у вештачким језерима и резервоарима који имају тенденцију да буду високо еутрофни при првом пуњењу, али временом могу постати олиготрофнији. Главна разлика између природне и антропогене еутрофикације је у томе што је природни процес веома спор и одвија се на геолошким временским скалама.

### Културна еутрофикација
Културна или антропогена еутрофикација је процес који убрзава природну еутрофикацију због људске активности. Рашчишћавањем земљишта и изградњом градова, убрзава се површинског отицања и више хранљивих материја као што су фосфати и нитрати се испоручују у језера и реке, а затим и у обалска ушћа и увале. Културна еутрофикација настаје када вишак хранљивих материја из људских активности заврши у водним телима стварајући загађење нутријентима и убрзавајући природни процес еутрофикације. Проблем је постао очигледнији након увођења хемијских ђубрива у пољопривреду (зелена револуција средином 1900-их). Фосфор и азот су две главне хранљиве материје које изазивају културну еутрофикацију, јер обогаћују воду, омогућавајући неким воденим биљкама, посебно алгама да брзо расту. Алге су склоне цветању у великој густини и када одумру, њихова деградација од стране бактерија уклања кисеоник, стварајући аноксичне услове. Ово аноксично окружење убија аеробне организме (нпр. рибе и бескичмењаке) у водном телу. Ово такође утиче на копнене животиње, ограничавајући њихов приступ захваћеној води (нпр. као изворима за пиће). Селекција врста алги и водених биљака које могу да напредују у условима богатим хранљивим материјама може изазвати структурне и функционалне поремећаје у читавим воденим екосистемима и њиховим мрежама исхране, што резултира губитком станишта и биодиверзитета врста.
Постоји неколико извора прекомерних хранљивих материја из људске активности, укључујући отицање са ђубрених поља, травњака и голф терена, непречишћена канализација и отпадне воде и унутрашње сагоревање горива. Културна еутрофикација може се десити у слатководним и сланим водама, при чему су плитке воде најосетљивије. У обалским линијама и плитким језерима, седименти се често ресуспендују ветром и таласима, што може довести до ослобађања хранљивих материја у воду изнад, повећавајући еутрофикацију. Погоршање квалитета воде узроковано културном еутрофикацијом може стога негативно утицати на употребу људи, укључујући снабдевање пићем за потрошњу, индустријску употребу и рекреацију.

## Настајање еутрофикације
Еутрофикација (еутрофизација) започиње тако што са њива и других агроекосистема доспевају ђубрива (обично спирана кишом) у воду. Та ђубрива су богата фосфатима и нитратима, који су иначе ограничавајући фактор бујања живота у води. Уз вишак ових соли, биљке, посебно алге, често почињу да бујају. Тада се повећава и број угинулих алги, које тада раслажу сапрофити при чему троши кисеоник. Тако опада концентрација кисеоника у води и самим тим долази до гушења и масовног помора водених организама који кисеоник троше у процесу дисања. У условима смањене концентрације кисеоника или чак, анаеробним условима (када кисеоника нема уопште) и само разлагање неће бити потпуно, па се стварају продукти разлагања који води дају лош укус, непријатан мирис и уопште лошији квалитет. Таква вода не може да се користи за пиће и може узроковати угинуће стоке ако се користи као појило.

## Узроци
Осим ђубрива који потичу са агроекосистема, еутрофикацију узрокују и отпадне воде из прехрамбене индустрије или канализационе воде из градова, као и све отпадне воде богате минералним и органским супстанцама.

## Последице
Осим промене у квалитету воде, мења се и састав врста, те врсте које су прилагођене животу у чистој води замењују оне којима одговарају новонастали услови. По угинућу неких врста алги у воду доспевају такозвани ендотоксини који су по хемијском саставу алкалоиди, циклични полипептиди или комплекснија хемијска једињења која се међусобно разликују у погледу физиолошке активности. С обзиром на дугорочност последица, еутрофикација је један од најзначајнијих негативних трендова у вези са водама.

## Алге
За овакав, бујан раст алги у нашим водама погодује температура од око 30 °C, што одговара летњем периоду. За цветање копнене воде карактеристичне су модрозелене алге, као на пример Anabaena flos-aquae и Microcystis flos-aquae. У мањој мери, на токсичност копнених вода утичу и неке врсте зелених алги, на морску воду утичу представници ватрених, а бракичну- златних алги.